# Ocythoe
Ocythoe is een geslacht van inktvissen uit de familie van Ocythoidae.

## Soorten
- Ocythoe tuberculata Rafinesque, 1814

### Synoniemen
- Ocythoe antiquorum Leach, 1817 => Argonauta argo Linnaeus, 1758
- Ocythoe argonautae (Cuvier, 1829) => Argonauta argo Linnaeus, 1758
- Ocythoe cranchii Leach, 1817 => Argonauta hians Lightfoot, 1786
- Ocythoe mezzaro Risso, 1854 => Tremoctopus violaceus delle Chiaje, 1830
- Ocythoe raricyathus Blainville, 1826 => Argonauta nodosus Lightfoot, 1786
- Ocythoe velata Risso, 1854 => Tremoctopus violaceus delle Chiaje, 1830